# Diabla

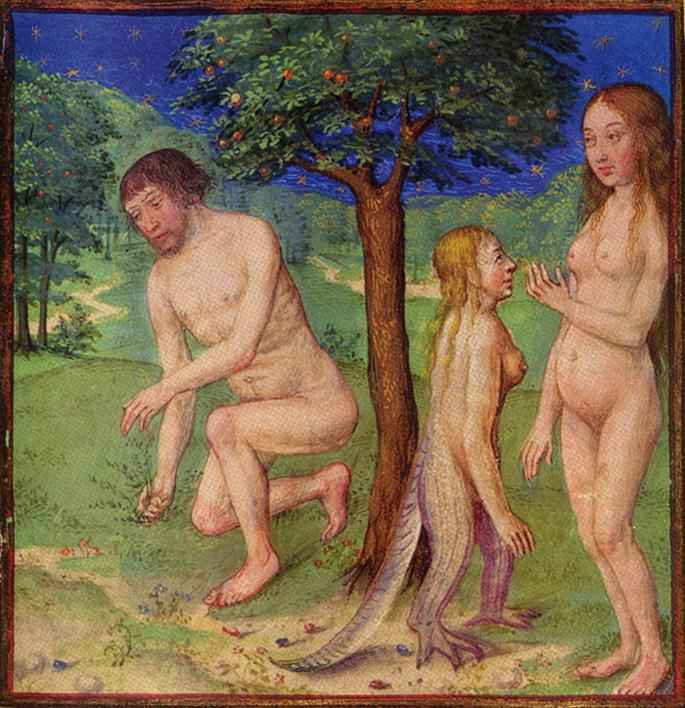
La caída de Adán y Eva en el pecado con la Serpiente. Según el Génesis, Dios condenó a la serpiente con estos significados, como la enemistad entre la serpiente y la mujer (según los fieles católicos, la Virgen María), según las diferentes ediciones bíblicas donde otros mencionan con una palabra en plural "Enemigas". Con esto haría entender si la serpiente representa al Diablo. Iluminación del.

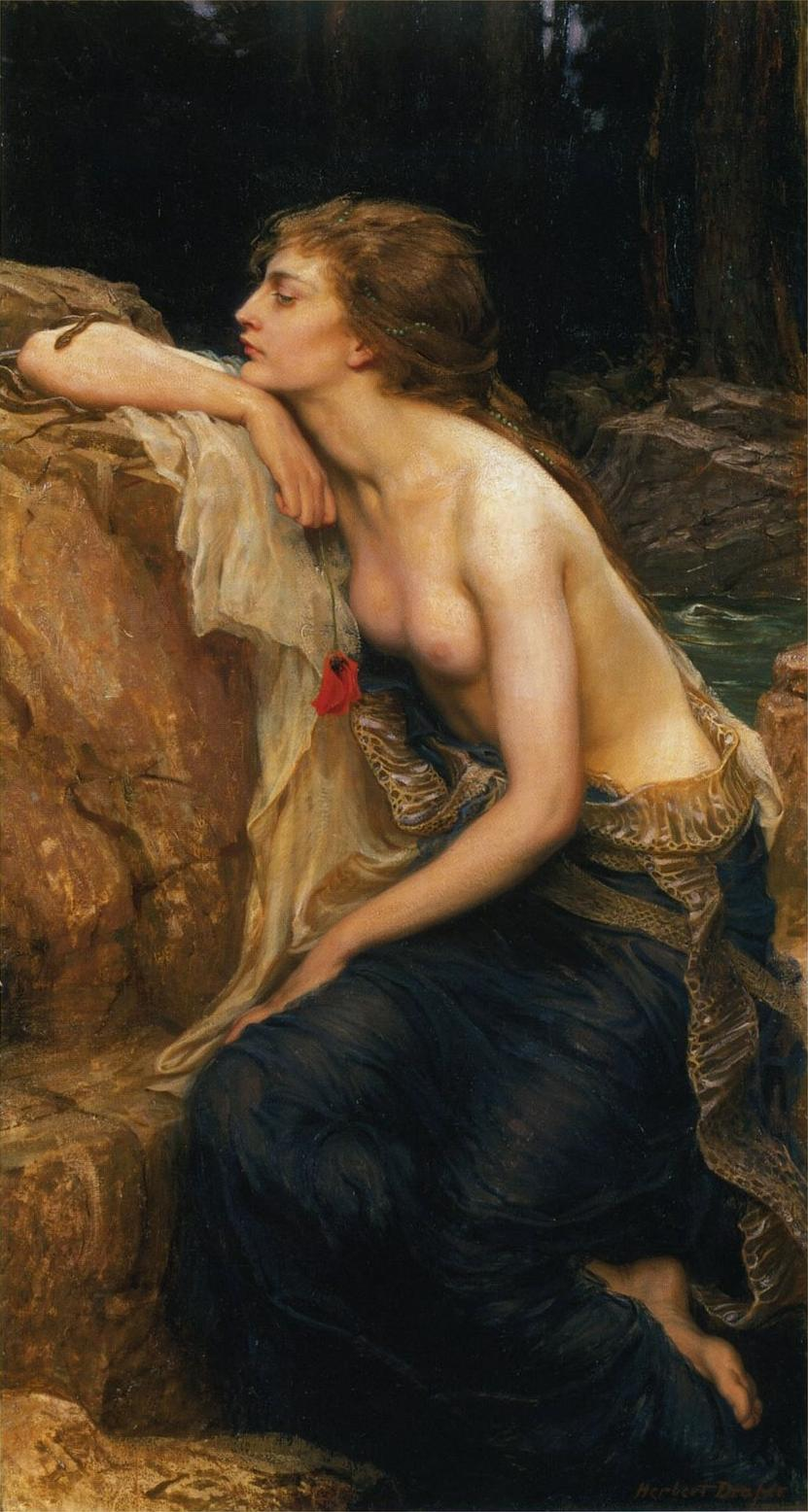
Lamia del pintor británico Herbert James Draper (1863-1920). A menudo se la asocia con figuras similares de la cultura griega (Empusa) o hebrea (Lilith), ambas demonios femeninos.

La Diabla es un concepto basado en una deidad femenina[cita requerida], en contraste con las deidades masculinas conocidos como "Demonios"[cita requerida]. Si bien este personaje es poco conocido, según sus significados es la hembra o la mujer del Diablo.

## Sus nombres y representaciones
Aunque para los religiosos cristianos, judíos o islámicos, dicha deidad con este nombre no se menciona en ningunos capítulos o versículos de la Biblia, para ambos dogmas sería lo mismo como denominarse Diablo hembra. La idea o representación conceptual de esta deidad, así como su área de acción, se han asociado frecuentemente también como un símbolo de maldad en distintas figuras femeninas. Sin embargo al igual que los distintos nombres del Diablo como Lucifer, Satanás, Belial, Samael antigua serpiente», «gran dragón», «Jaldabaoth», «el dios negro», «el dios de este siglo» y «el padre de la mentira», la Diabla podría estar relacionada con algunas de estas categorías como ser la tentación, el pecado, la lujuria, la diosa de la oscuridad o de las tinieblas o la misma antigua serpiente del pecado que tentó a Adán y Eva.

## Relacionado con Lilit

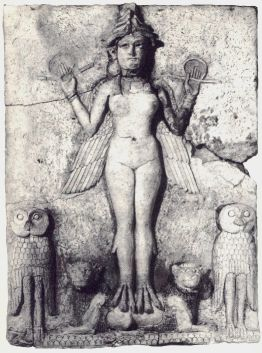
Lilit conocida como la La Reina de la Noche, es un demonio femenino, al menos que así lo considera la Religión Hebrea que le atribuye el robo de niños de corta edad a los que se lleva de su cuna por la noche.

El concepto de Diabla o Diablo hembra, tal vez ha sido inspirado en Lilit, según el folclore judío de origen mesopotamio, fue la primera esposa de Adán antes de Eva. Según la leyenda, Adán y Lilit nunca hallaron armonía juntos, pues cuando él deseaba tener relaciones sexuales con ella, Lilit se sentía ofendida por la postura acostada que Adán le exigía. «¿Por qué he de acostarme debajo de ti? —preguntaba—: yo también fui hecha con polvo, y por lo tanto soy tu igual». Como Adán trató de obligarla a obedecer, Lilit, encolerizada, pronunció el nombre mágico de Dios, se elevó por los aires y lo abandonó. Aunque Lilit no nació demonio, pero más adelante se convirtió en un ser diabólico para raptar a los niños en sus cunas por la noche y que se unía a los hombres como un súcubo, engendrando hijos (los lilim). Con ello, evidentemente, no le quedaba más remedio que unirse a las huestes del enemigo del Dios hebreo, Jehová o Yahvé, como era Satanás o Lucifer. Este personaje parece hallarse en Lilitu y Ardat Lili, dos demonios femeninos mesopotámicos, relacionados a su vez con el espíritu maligno llamado Lilu. En los nombres de esta familia de demonios aparece la palabra lil, que significa ‘viento’, ‘aire’ o ‘espíritu’. Los judíos exiliados en Babilonia llevaron a su tierra de origen la creencia en esta criatura maligna, cuyo nombre, adaptado a la fonética del hebreo como לילית (Lilith), se puso en relación con la palabra parónima hebrea ליל, laila, ‘noche’. La única mención en la Biblia de dicha criatura aparece en Isaías 34:14:פגשו ציים את־איים ושעיר על־רעהו יקרא אך־שם הרגיעה לילית ומצאה לה מנוח׃. En la Biblia de Jerusalén el pasaje se traduce como:

Los gatos salvajes se juntarán con hienas y un sátiro llamará al otro; también allí reposará Lilit y en él encontrará descanso.

Si bien Lilit es conocida también como la reina de la noche y madre de los demonios, el novelista italiano de origen judío Primo Levi pone en boca de uno de sus personajes esta visión:

A ella le gusta mucho el semen del hombre, y anda siempre al acecho de ver a dónde ha podido caer (generalmente en las sábanas). Todo el semen que no acaba en el único lugar consentido, es decir, dentro de la matriz de la esposa, es suyo: todo el semen que ha desperdiciado el hombre a lo largo de su vida, ya sea en sueños, o por vicio o adulterio. Te harás una idea de lo mucho que recibe: por eso está siempre preñada y no hace más que parir.
Primo Levi, Lilít y otros relatos, Barcelona. Edicions 62, 1989, p. 24.

## En algunas culturas folclóricas

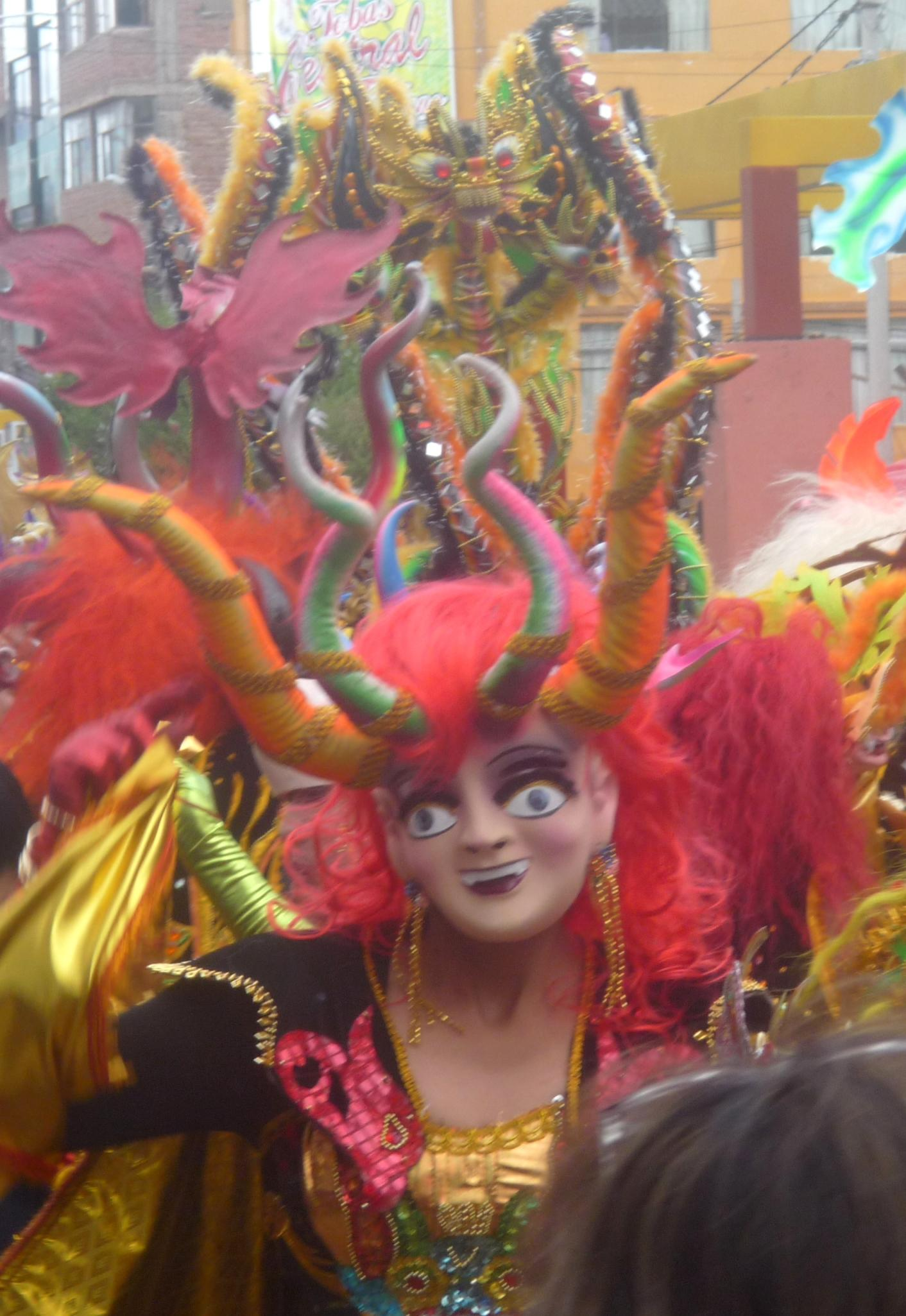
La China Supay en la danza de la diablada, es la Diabla o Diablesa, la compañera inseparable de Lucifer. Representación de la diablada del carnaval de Oruro en Bolivia.

Además se puede apreciar también este personaje, en uno de los carnavales más populares de América, como es en la entrada folclórica del Carnaval de Oruro en Bolivia. En la danza de la diablada, es conocida como la Diablesa o la "China Supay", según el escritor Víctor Montoya a la Diabla o Diablesa la define así:  

Este personaje no soporta la hipocresía ni la doble moral, es la que simboliza el secreto que cada mujer cuando guarda en el fondo de su alma. La China Supay o la Diabla, simboliza la lujuria y el pecado, en la que tiene el cuerpo esculpido de carne ideal en el que todo es bueno y bello, tan bello que perturba la razón y que levanta la atención a cualquiera que la mire por adelante o por atrás. No hay hombre sobre la faz de la tierra que no se enamore del fulgor de su belleza, porque todo su cuerpo es luminoso como una lámpara, algo similar y relacionado con Lucifer. Además puede aseverar con su enigmática belleza, hecha de miel y de fuego, que puede abrirle incluso las puertas del Paraíso, en este caso con la mentira. Durante la danza, la China Supay representa la compañera inseparable de Lucifer y la encargada de ofender al Arcángel Miguel.

## La Diabla relacionada en la Biblia

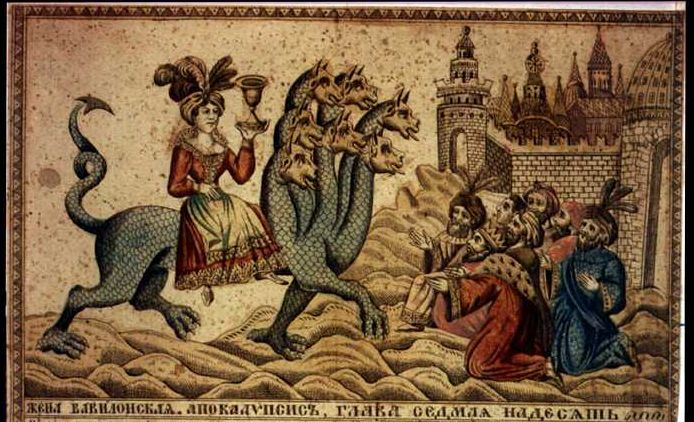
La ramera de Babilonia cabalgando sobre la bestia de siete cabezas (grabado ruso del). Respecto a la teoría del escritor boliviano Víctor Montoya, con la visión de la China Supay conocida como la Diabla o Diablesa y del novelista italiano Primo Levi, con la visión de Lilit, podría tener también alguna coincidencia con este personaje apocalíptico.

Según la teoría del escritor de Víctor Montoya y de Primo Levi con respecto a la visión de Lilit, podría tener alguna coincidencia con uno de los personajes de la Biblia, como La Gran Prostituta o la Ramera de Babilonia, que aparecen en el libro bíblico del Apocalipsis, en concreto en los capítulos 17 y 18. En la que se asocia con el Anticristo y la Bestia del Apocalipsis por conexión con el reino de las siete cabezas y diez cuernos.
Aparece en el Apocalipsis 17:1-2 en el que es descrita como:

1Entonces vino uno de los siete Ángeles que llevaban las siete copas y me habló: «Ven, que te voy a mostrar el juicio de la célebre Ramera, que se sienta sobre grandes aguas,
 2con ella fornicaron los reyes de la tierra, y los habitantes de la tierra se embriagaron con el vino de su prostitución.

Aunque en el Apocalipsis, un libro cargado de símbolos que no son fáciles de entender, aunque para referirse en teoría a una Diabla o diablesa, podría interpretarse también en Apocalipsis 17:3 como:

3 Me trasladó en espíritu al desierto. Y vi una mujer, sentada sobre una Bestia de color escarlata, cubierta de títulos blasfemos; la Bestia tenía siete cabezas y diez cuernos.

Según algunos grupos cristianos que interpretan este pasaje bíblico, que la Bestia es el Diablo o Satanás a diferencia de otras teorías o interpretaciones y la Ramera de Babilonia sentada sobre una Bestia, la teoría de Montoya y Levi podría estar basada en este personaje para personificar a la China Supay o la Diabla en la danza de la diablada y a Lilit como la primera esposa de Adán en las leyendas judeo-mesopotamico.